# Les Alliés
Les Alliés är en kommun i departementet Doubs i regionen Bourgogne-Franche-Comté i östra Frankrike. Kommunen ligger i kantonen Montbenoît som tillhör arrondissementet Pontarlier. År 2022 hade Les Alliés 171 invånare.

## Befolkningsutveckling
Antalet invånare i kommunen Les Alliés
Referens:INSEE